# Elsabeth Produccions
Elsabeth Produccions és una productora audiovisual catalana. Neix l'any 2003 de la mà de Xavier Puig i Raimon Fransoy amb la realització d'una sèrie de monogràfics sobre músics per a la Xarxa de Televisions Locals (Carretera&Mantra). Des d'aleshores i fins ara, amb la incorporació de Marc Ruiz l'any 2004, Elsabeth ha continuat realitzant programes per a la televisió com ara Peces Úniques (2004, TVC), Puetes (2007, XAL), Plimba Vorbi Gura (2007, XAL), L'aprenent de Pilot (2009, TVC) o Portbou (2007, XAL), sèrie de docuficció exhibida en diferents festivals de televisió. Paral·lelament al treball per a la televisió, Elsabeth ha realitzat diversos videoclips (Refree, Roger Mas, Sidonie, Egon Soda, Ü_ma, Ariel Rot, etc.) i documentals (Rossy, 2011; Adrià Puntí, 2012, i El Dolor de la Bellesa, 2013), treballs que han convertit Elsabeth en una habitual del festival IN-EDIT (Festival internacional de documental musical). L'estreta relació que sempre han mantingut amb la música i els seus actors els porta a engegar, el 2012, en col·laboració amb el periodista Roger Roca i l'enginyer de so Jordi C. Corchs, un projecte en línia anomenat Tots Sants amb la intenció de documentar en directe la millor música del moment.